# 孝敬憲皇后
孝敬憲皇后（こうけいけんこうごう、満州語:ᡥᡳᠶᠣᠣᡧᡠᠩᡤᠠ
ᡤᡞᠩᡤᡠᠨ
ᡨᡝᠮᡤᡝᡨᡠᠯᡝᡥᡝ
ᡥᡡᠸᠠᠩᡥᡝᠣ　転写：hiyoošungga ginggun temgetulehe hūwangheo）は、清の雍正帝の皇后。満洲正黄旗の出身。姓はウラナラ氏。父は内大臣のフィヤング（費揚古）、母はドロイ・ゲゲ（doro i gege、多羅格格）のギョロ氏（太祖ヌルハチの五世の孫娘）。

## 経歴
康熙30年（1691年）、胤禛（後の雍正帝）に嫁ぎ、嫡福晋（正室）となった。男子を1人産んだが早世した。
雍正帝が即位すると、皇后に立てられた。雍正9年9月29日（1731年10月29日）、薨去し、「孝敬」と諡された。その後、夫の諡を重ねて「孝敬恭和懿順昭恵荘粛安康佐天翊聖憲皇后」と加諡された。

## 男子
- 弘暉（端親王、1697年 - 1704年）

## 登場作品
- 『雍正王朝』演：壮麗
- 『宮 パレス 〜時をかける宮女〜』演：徐麒雯
- 『宮廷女官 若曦』演：穆婷婷
- 『宮 パレス2〜恋におちた女官〜』演：孫菲菲
- 『花散る宮廷の女たち〜愛と裏切りの生涯〜』演：覃煒
- 『如懿伝 〜紫禁城に散る宿命の王妃〜』演：ジョアン・チェン
- 『宮廷の諍い女』演：蔡少芬

## 伝記資料
- 趙爾巽, 他100余名『清史稿』巻214, 清史館, 1928
- 『清皇室四譜』